# Плутонийникель
Плутонийникель — бинарное неорганическое соединение
плутония и никеля
с формулой NiPu,
кристаллы.

## Получение
- Сплавление стехиометрических количеств чистых веществ:

{\displaystyle {\mathsf {Pu+Ni\ {\xrightarrow {800^{o}C}}\ NiPu}}}

## Физические свойства
Плутонийникель образует кристаллы
ромбической сингонии,
пространственная группа C mcm,
параметры ячейки a = 0,363 нм, b = 1,024 нм, c = 0,420 нм, Z = 4
структура типа борида хрома CrB или иодида таллия TlI
.
Соединение образуется по перитектической реакции при температуре 800°С.

## Химические свойства
- Разлагается при нагревании:

{\displaystyle {\mathsf {NiPu\ {\xrightarrow {>800^{o}C}}\ Ni_{2}Pu+Pu}}}